# 藤原文正
藤原 文正（ふじわら の ふみまさ）は、平安時代中期の貴族・能書家。藤原式家、下野守・藤原忠紀の子。官位は従五位下・加賀守。

## 経歴
天暦10年(956年)2月10日に蔵人に補任され、天徳2年(958年)正月に内記に任官。天徳3年(959年)に尾張守に任ぜられて地方官に転じた。『尊卑分脈』によれば極位極官は従五位下・加賀守に至ったという。書画をよくし、『日本紀略』の天徳2年(958年)4月8日条において小野道風と共に能書家と称された。『扶桑名画伝』によれば大膳大夫・紀時文の三男であるともいう。

## 系譜
- 父：藤原忠紀
- 母：三河守宗季の娘
- 妻：藤原祐之の娘
  - 男子：藤原光輔(?-?)